# Ziribár-hegy
A Ziribár-hegy, vagy egyszerűen csak Ziribár egy kétcsúcsú magaslat a Pilis hegység Pest vármegyei részén, Csobánka közigazgatási területén. A két csúcs közül az északnyugati emelkedik magasabbra, legmagasabb pontja 410 méter.

## Fekvése

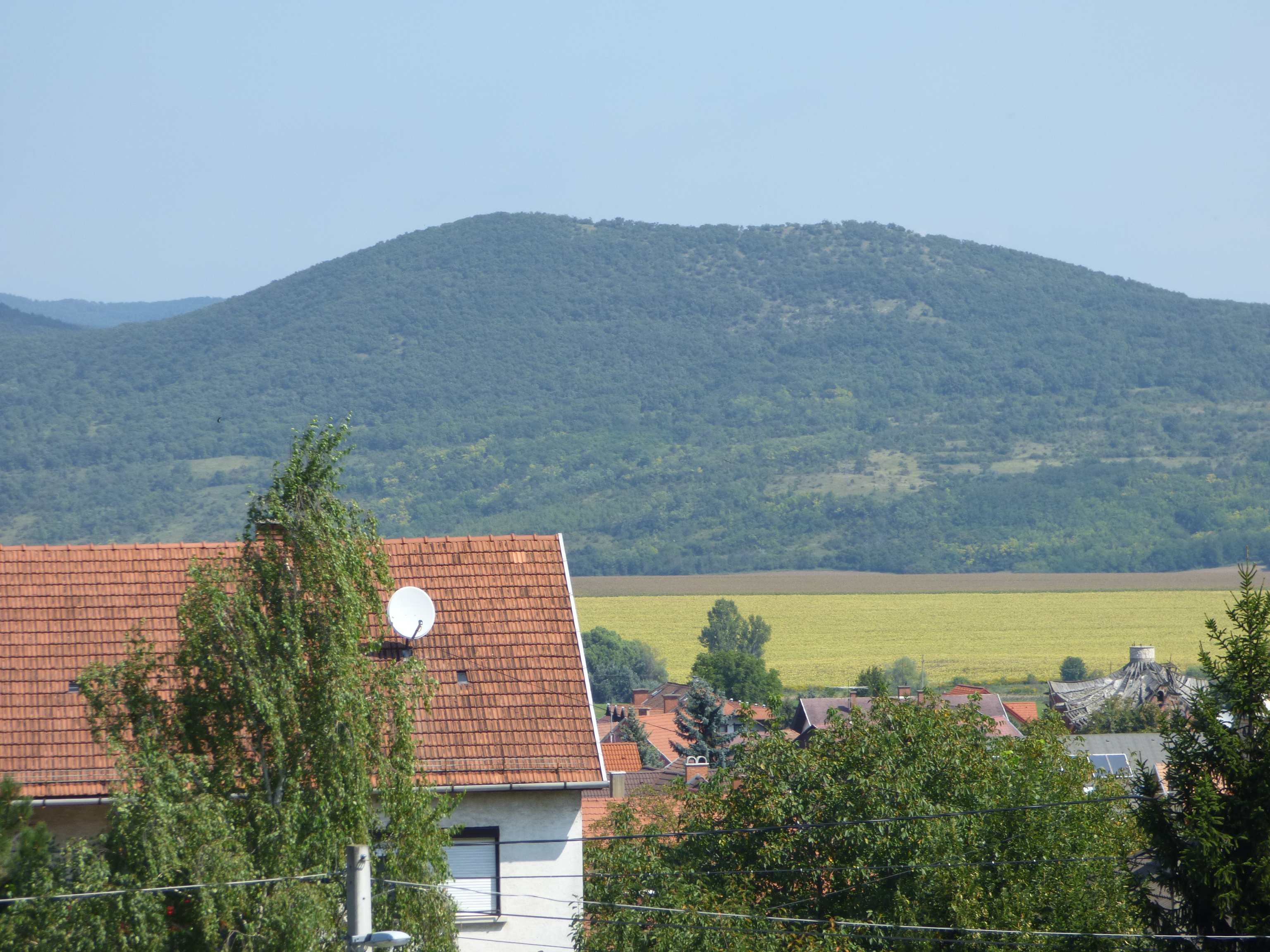
A Ziribár-hegy Szabadságliget megállóhely felől

A pilisi hegylánc fő tömegében helyezkedik el, mint a Hosszú-hegy északnyugat-délkelet irányban húzódó, hosszan elnyúló gerincének néhány száz méterrel délebbre lezökkent folytatása. Kétcsúcsú hegy, a két csúcs között a gerinc az említetthez hasonlóan északnyugat-délkeleti irányban húzódik, valóban kissé délebbre elhelyezkedve a Hosszú-hegy legmagasabb pontjai által kijelölt tengelytől. A két csúcs közül az északnyugati kiemelkedés a magasabb, ez 469 méteres tengerszint fölötti magasságig emelkedik, a másik csúcs ennél pár méterrel alacsonyabban található.
A hegy csúcsát a jelzett turistautak elkerülik, de a Solymári-völgyre nyíló impozáns panorámája miatt így is több jelzetlen túraútvonal érinti. Néhány száz méterrel északabbra halad el az Országos Kéktúra 15-ös számú szakasza.

## Nevének eredete
A hegy nevének eredete nem világos. Marton Veronika a sumer eredet mellett írt cikket, de ennek tudományos alapja nincs.
A pilisszántói Boldogasszony-kápolna úgy épült meg, a település feletti kőbánya mellett, hogy december 21-én a felkelő nap a Hosszú-hegy és a Ziribár-hegy közti völgyben jelenik meg, és első sugarai abból az irányból épp a kápolna Mária-szobrára esnek.

## Kultúrtörténete
A Ziribár-hegy térségében a 2000-es évek elején nagy számú, kelta eredetűnek tartott nyílhegy és más fém lelet került elő.

## Barlangjai
A hegy gerincén, a két csúcs között nyíló, függőleges aknájú Ziribári-barlang mellett, a hegy tömbjében nyílik a Kiss Péter-barlang (Dinó-rejtek) nevű barlang, amelynek a közelében található a Macska-barlang bejárata.